# Département de San Pedro (Misiones)
Pour les articles homonymes, voir Département de San Pedro.
Le département de San Pedro est une des 17 subdivisions de la province de Misiones, en Argentine. Son chef-lieu est la ville de San Pedro.
Le département a une superficie de 3 426 km2. Sa population s'élevait à 23 736 habitants, selon le recensement de 2001. Sa population était estimée à 26 720 habitants par l'INDEC en 2005.

## Villes et localités
- San Pedro, chef-lieu
- Tobuna